# Tory Burch
Mitzy Burch (Valley Forge, Pensilvania, 17 de junio de 1966) es una diseñadora de moda estadounidense, empresaria y filántropa, que ha ganado varios premios en la industria de la moda por sus diseños. Es presidenta, directora ejecutiva y diseñadora de la compañía Tory Burch LLC. En el 2015, fue incluida en la posición número 73 de las mujeres más poderosas del mundo por la revista Forbes.

## Primeros años y educación
Burch nació en Valley Forge, Pensilvania, y es hija de Reva Robinson (también conocida como Reva Schapira) y el empresario Ira Earl "Bud" Robinson (1923–2007). Fue criada con sus tres hermanos (Robert, James y Leonard) en una casa de campo georgiana de 250 años de antigüedad en Valley Forge cerca del parque nacional de Pensilvania.
Su padre era un inversionista rico que heredó un puesto en la bolsa de valores y una empresa de vasos de papel. Salió con Grace Kelly y Joan Bennett antes de casarse con Reva, una actriz que había salido con Steve McQueen y Marlon Brando. Burch es judía por parte de su madre.
Burch estudió en Agnes Irwin School en Rosemont, Pensilvania en donde fue capitana del equipo de tenis, y era amiga de la diseñadora de joyas, Kara Ross. Su primer trabajo fue en Benetton en el King of Prussia Mall.
Después asistió a la Universidad de Pensilvania (UPenn), una universidad de alto rendimiento en Filadelfia, donde fue miembro de la hermandad Kappa Alpha Theta. Se especializó en historia del arte y se graduó en 1988.

## Carrera

### Primeros trabajos
Después de graduarse de la universidad, Tory se mudó a la Ciudad de Nueva York donde trabajó para Zoran, un diseñador yugoslavo, seguido por la revista Harper's Bazaar. Después se trasladó a las relaciones públicas y publicidad de Vera Wang, Polo Ralph Lauren y Loewe cuando Narciso Rodríguez estaba ahí.

### Marca de moda
Burch inició su marca de moda – "TRB by Tory Burch", posteriormente conocida como Tory Burch – en febrero de 2004, se puso a la venta en una tienda minorista del distrito Nolita de Manhattan. La mayor parte de la mercancía se agotó el primer día. Oprah Winfrey aprobó su línea en el programa The Oprah Winfrey Show en abril de 2005, refiriéndose a Burch como "la próxima gran cosa en la moda". La página web de Burch recibió ocho millones de visitas al día siguiente.
Desde su lanzamiento la compañía ha crecido hasta tener 180 tiendas "Tory Burch" en todo el mundo. La línea de moda, que incluye zapatos, bolsas, accesorios, relojes, decoración para el hogar, una fragancia y una colección de belleza ("listo para usarse"), también es distribuida a alrededor de 3,000 tiendas especializadas y departamentales alrededor del mundo.
En 2015 Burch introdujo una línea separada de ropa deportiva, Tory Sport, con un sitio web exclusivo y una pop-up shop (tienda temporal). Posteriormente, abrió una tienda independiente en la Quinta Avenida en Nueva York, así como boutiques en East Hampton y en el 2016 en Dallas.
El estilo de Burch ha sido descrito como preppy-boho y preppy-bohemian luxe, asociado a su medallón con el logotipo "T". Conocidos por ser fáciles de usar y versátiles, sus estilos son populares en mujeres de todas las edades, incluyendo las televidentes y admiradoras de la serie de televisión Gossip Girl, donde aparecían a menudo. En 2007, había una lista de espera para comprar los diseños de Tory Burch, conocidos por su color y estampados y que frecuentemente rinden homenaje a estilos de los años 1960s y 1970s. Burch nombró a su línea de zapatos ballerina flats "Reva" en honor a su madre.

### Apariciones en la televisión
| Año  | Programa                | Papel           | Notas                   |
| ---- | ----------------------- | --------------- | ----------------------- |
| 2005 | The Oprah Winfrey Show  | Invitada        | 4 de abril de 2005      |
| 2009 | Gossip Girl             | Ella misma      | Temporada 3, episodio 4 |
| 2010 | Project Runway          | Juez invitada   | Temporada 7, episodio 6 |
| 2012 | CBS News Sunday Morning | Invitada        | 29 de enero de 2012     |
| 2012 | Fashion King            | Ella misma      | Cameo                   |
| 2012 | Iconoclasts             | Tema documental | Temporada 6, episodio 4 |
| 2014 | Good Morning America    | Invitada        | 14 de octubre de 2014   |
| 2014 | Charlie Rose            | Entrevistada    | 16 de octubre de 2014   |

### Premios
En 2005, Burch ganó el Rising Star Award por Mejor Nuevo Concepto Comercial de Fashion Group International. En 2007, ganó el Accessory Brand Launch of the year award en el Accessories Council Excellence Awards. En 2008, Burch ganó el Council of Fashion Designers of America award por mejor diseñadora de accesorios del año. Working Mother la incluyó en su lista de las 50 madres más poderosas del 2015. En 2015, recibió el Sandra Taub Humanitarian Award en la Breast Cancer Research Foundation.
Burch ha estado constantemente incluida en la lista de Las 100 Mujeres Más Poderosas del Mundo por la revista Forbes. Siendo en 2015 incorporada en el puesto 73 de la lista.

## Filantropía

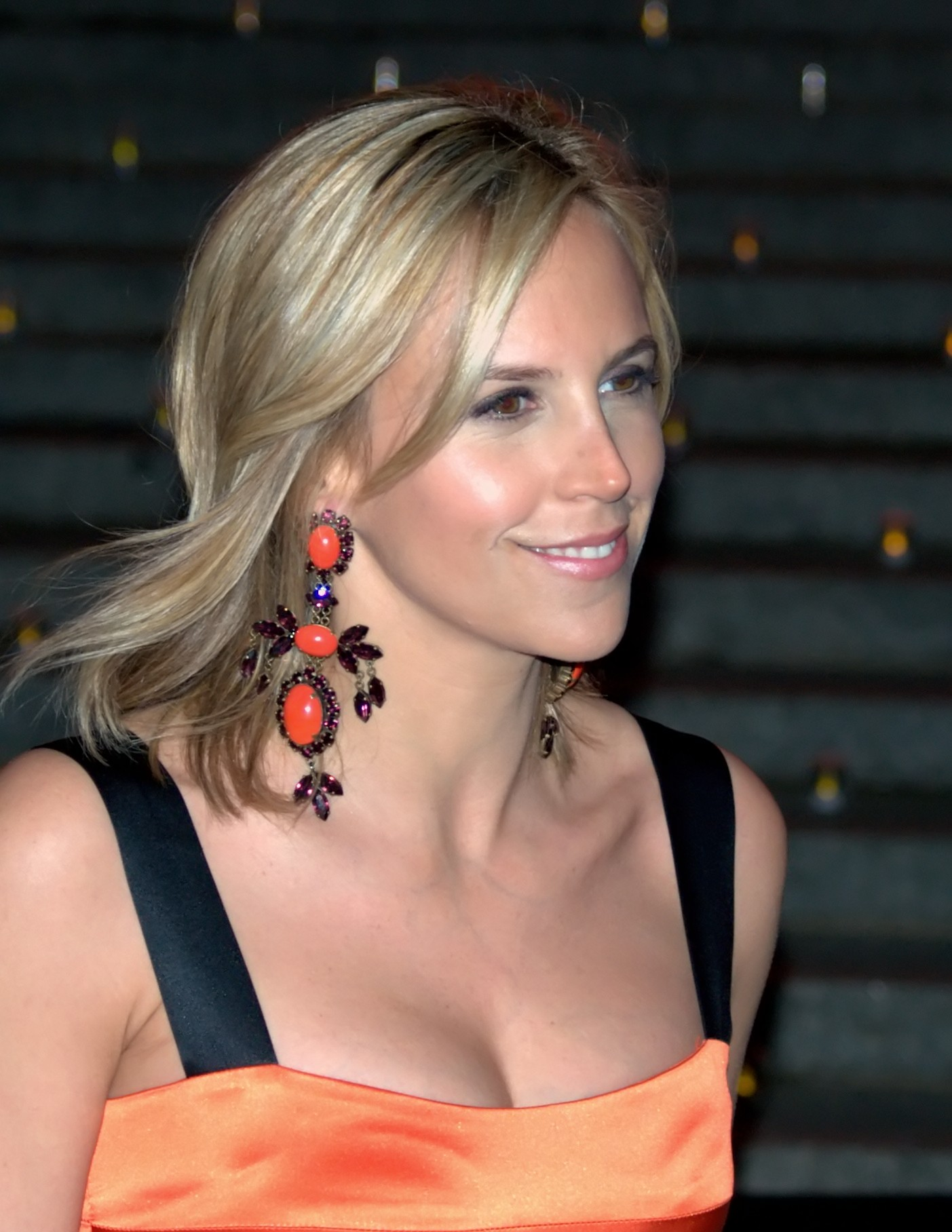
Burch en 2009 en la celebración de Vanity Fair por el Tribeca Film Festival

Burch pertenece al consejo de Fashion Designers of America, a la sociedad del Memorial Sloan-Kettering Cancer Center, a la Breast Cancer Research Foundation, el Startup America Partnership y la Fundación Barnes. Es miembro de la junta asesora de la industria del Jay H. Baker Retailing Center en el Wharton School of Business, y miembro del Consejo de Relaciones Exteriores (CFR). En 2007 presidió la gala de primavera para el American Ballet Theatre.
En 2009, Burch fundó la Fundación Tory Burch, la cual apoya el empoderamiento económico de las mujeres de los Estados Unidos a través de préstamos para pequeñas empresas, asesoramiento y formación empresarial. Actualmente la fundación está asociada con ACCION USA, proveedor de microfinanzas nacional sin fines de lucro fundada en 1992. Las tiendas Tory Burch venden productos cuya recaudación ayuda al trabajo de la fundación.
La Fundación Tory Burch también ofrece un programa de educación empresarial en colaboración con Goldman Sachs 10,000 Small Businesses y Babson College. Asimismo, en noviembre de 2015 la fundación llevó a cabo una competencia entre compañeras que ofrecía a las empresarias la oportunidad de ganar becas empresariales, un año de asesoramiento y además, $50,000 dólares de inversión en su negocio sin intereses.
En 2014, la fundación lanzó junto con Bank of America una iniciativa, Elizabeth Street Capital, con una inversión inicial de $10 millones en capital para proporcionar a mujeres empresarias el acceso a préstamos a bajo costo, el apoyo de mentores y oportunidades de networking. En abril de 2016, Bank of America incrementó los fondos para el programa a $20 millones para becas en 2016 y 2017. La iniciativa, originalmente nombrada por la ubicación de la primera boutique Tory Burch, ahora es conocida como Tory Burch Foundation Capital program.
En abril de 2014, la Administración Obama nombró a Burch como miembro fundador del Presidential Ambassadors for Global Entrepreneurship, un grupo de empresarios americanos exitosos, comprometidos con el desarrollo de la próxima generación de empresarios en los Estados Unidos y de todo el mundo. Otros miembros del PAGE incluyen a Reid Hoffman, cofundador de LinkedIn y el productor en entretenimiento Quincy Jones.

## Vida personal

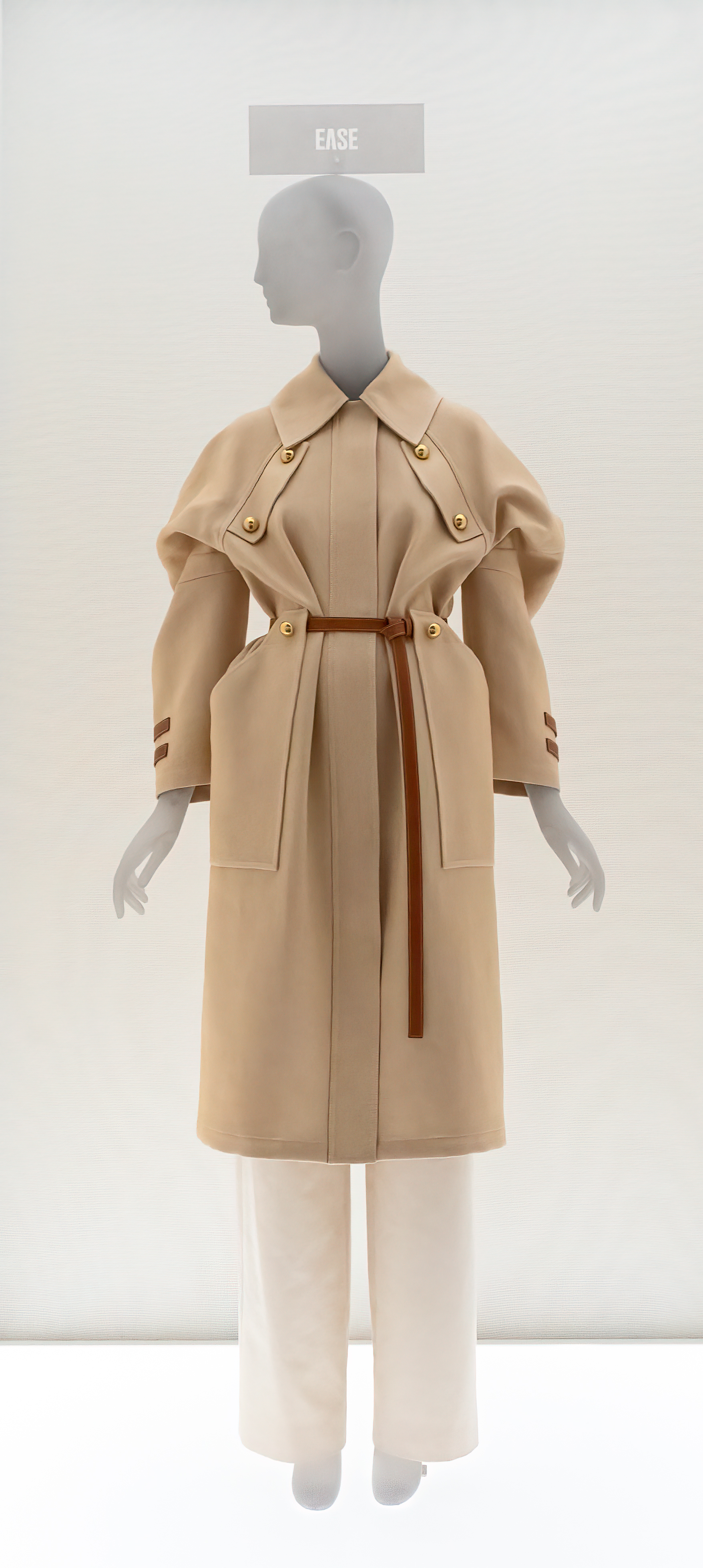
Conjunto (abrigo de lona de algodón con ribetes de cuero, pantalones de lona de algodón) de Tory Burch de 2018 en el Museo Metropolitano de Arte Parte de la exposición In America: A Lexicon of Fashion organizada por el Met's Costume Institute.

En 1993 se casó con William Macklowe, hijo del exitoso hombre en bienes raíces Harry B. Macklowe, y se divorciaron un año después. En 1996 se casó con J. Christopher Burch, un inversionista de Internet Capital Group, una firma de capital de riesgo fundada por Walter Buckley y Ken Fox. También se divorció de Burch en 2006, aunque continúa usando su apellido, y por algún tiempo vivió con sus hijos en su apartamento de la Ciudad de Nueva York; tiene tres hijos y tres hijastras. En 2007 salió con Lance Armstrong. Posteriormente se le relacionó con Lyor Cohen. A principios de 2016 Burch se comprometió con Pierre-Yves Roussel, el presidente y director ejecutivo de LVMH Fashion Group. La pareja ha estado saliendo desde 2014.
La revista Forbes ha estimado que es billonaria, con un valor neto de $1.0 billón desde 2013.